# Le Courrier du Maine
Le Courrier du Maine était un hebdomadaire local français, qui a été publié de 1888 à 1944 à Laval, avec un rayonnement dans tout le département de la Mayenne. Il a été créé en 1885 par Paul Le Breton.
Le Courrier du Maine a été remplacé le 22 octobre 1944 par Le Courrier de la Mayenne.

## Histoire

### L'Indépendant de l'Ouest
L'Indépendant de l'Ouest a comme autre édition le journal Le Courrier du Maine en 1885 pour sa version hebdomadaire jusqu'à sa disparition en 1892. Le journal La Mayenne prend la suite de L'Indépendant de l'Ouest en 1892 pour la version quotidienne. La Mayenne est annoncé à son origine absolument étranger et n'a rien de commun avec le Courrier du Maine.
Le directeur-gérant du Courrier du Maine reste Constant Le Tessier.

### Continuité éditoriale (1892)
L'échec des tentatives de restauration monarchique apparaissait dans les articles de L'Indépendant de l'Ouest de Le Tessier, élevé dans le culte d'Henri d'Artois, comte de Chambord. À la suite de la mort de dernier, L'Indépendant de l'Ouest n'hésite pas, à reconnaître dans Philippe d'Orléans, comte de Paris, comme plus tard dans son fils, Philippe d'Orléans, le chef de la Maison de France. Gustave Kavanagh indique néanmoins que Le Tessier ne se soit jamais complètement rallié aux princes de la Maison d’Orléans.
La création du Courrier du Maine se fait sur le soutien à la politique d'union conservatrice, et au parti royaliste, en continuité avec L'Indépendant de l'Ouest. Soutenant cette politique, Le Tessier va installer Le Courrier du Maine, pendant plus de 15 ans avec le même niveau et la même autorité que son prédécesseur. Conforme à ses opinions, assidu au travail, craint et respecté par ses adversaires, Le Tessier ne va avoir qu'une unique poursuite judiciaire.
Le Tessier reste jusqu'en 1901. En août 1901, âgé, il part à la retraite. Il indique que c’est le cœur brisé que je quitte le journalisme où j’ai vécu depuis près de quarante ans, soit comme Directeur de l'Indépendant de l'Ouest, soit comme directeur du Courrier du Maine, mais l'âge et la fatigue m’y obligent et m’en font une loi. Il passe le relais à Alfred Pottier. Il va décéder en juillet 1903.

### La Première Guerre mondiale et l'entre-deux-guerres
A la mort de Paul Le Breton en 1915, son fils  (Paul Le Breton fils), ancien responsable de la Jeunesse Royaliste, qu'il a fondé en 1889 avec Roger Lambelin, prend la direction du journal, et est président du conseil d'administration.
En 1919, la Société anonyme du Courrier du Maine est actée. La liste des propriétaires ainsi que leur quote-part donne une vue sur l'orientation monarchiste du journal. On retrouve plusieurs membres de la Jeunesse Royaliste, et de l'Action française.
En 1919, Paul Le Breton fils, Roger Lambelin, Henri de Monti de Rezé, Henri Batard, et Georges Gaultier de Vaucenay sont les membres du conseil d'administration du Courrier du Maine.
En 1922, René Chailland cède le journal La Mayenne et imprimerie à la société gérant Le Courrier du Maine. Imprimeur, il était le collaborateur de cette société depuis 1892.

### La Seconde Guerre mondiale
Le journal est le représentant de la droite conservatrice et l'organe de la grande propriété foncière à cette époque.
À quelques jours de l'entrée en guerre, il est dans l'expression de l'antisémitisme le plus virulent, et fait l'apologie des mesures prises lors de la Loi portant statut des Juifs promulguée par le régime de Vichy en octobre 1940.

Le Courrier du Maine 1939-1940
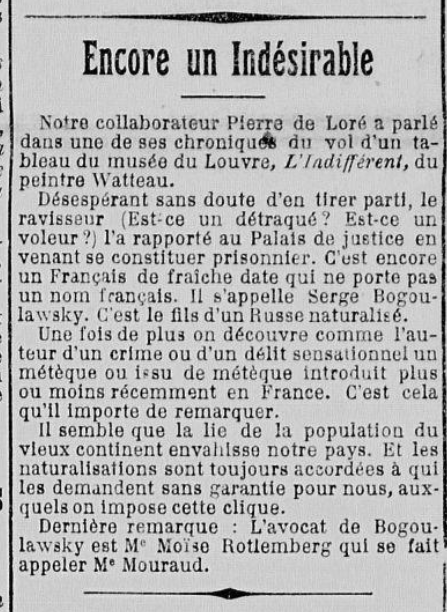
20/08/1939
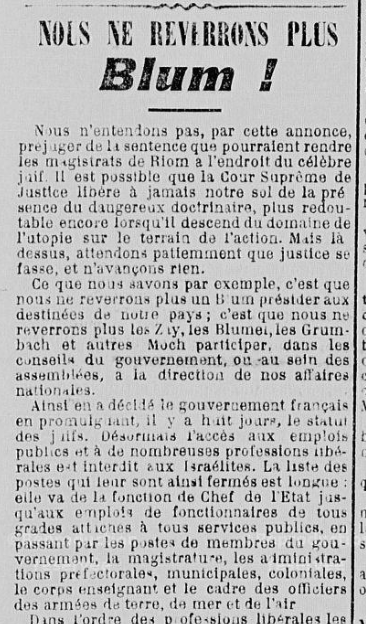
27/10/1940
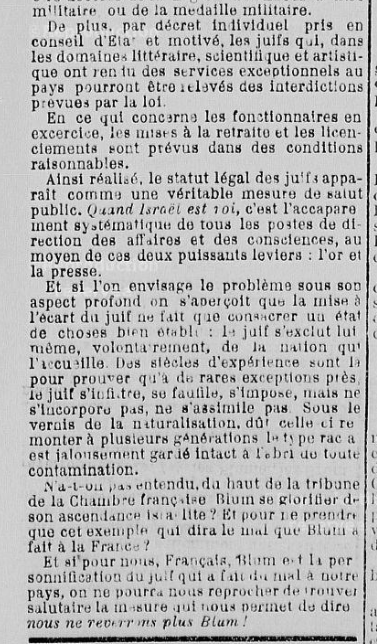
27/10/1940

Lors de l'occupation allemande, il publie entre autres les communiqués de la Feldkommandantur de Laval, et les billets collaborationistes d'AVL, billets également publiés par La Gazette de Château-Gontier.
Après la libération de Laval par les Américains et les résistants français le 6 août, le journal cesse de paraître avec une dernière édition le 6 août, et un dernier billet d'AVL sur les libérateurs.

Le Courrier du Maine 1943-1944
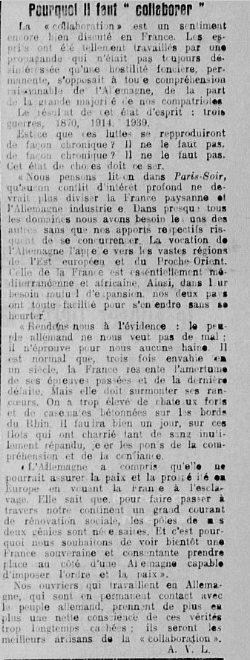
19/09/1943
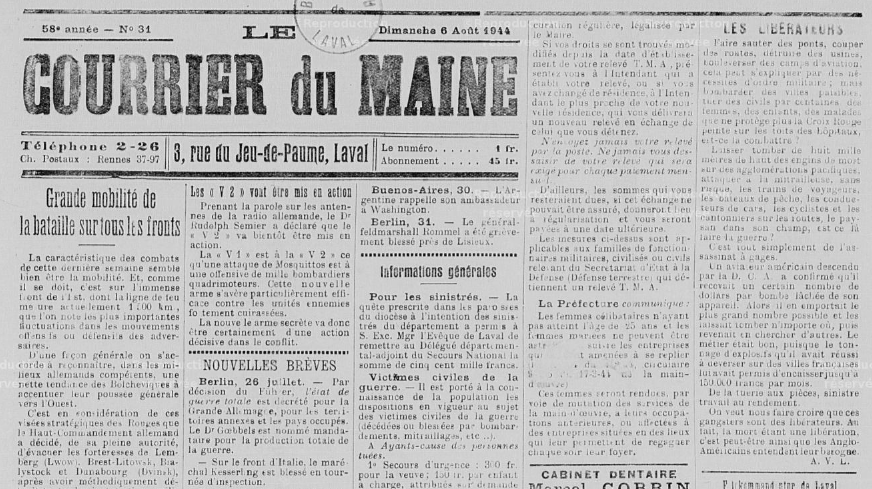
06/08/1944

Le 22 août, le Comité départemental de libération de la Mayenne compose ses commissions. Pour la presse et l'information, ce sont le notaire de Saint-Ouen-des-Toits Me Ameline et la capitaine Henri de Mollans. Le technicien choisi pour les accompagner est Roger Bignon, le rédacteur en chef du journal pendant l'Occupation.

#### Roger Bignon
Pendant l'Occupation, les billets de son rédacteur en chef Roger Bignon étaient à double sens et se moquaient des Allemands. Durant plusieurs années, cet article hebdomadaire, dont la censure allemand ne comprenait pas l'hostilité fut un réconfort pour beaucoup de mayennais. Les billets sont publiés en même temps que ceux d'AVL... Le billet du 10 septembre 1944 ne comporte plus de double sens.

Quelques billets de François Graindorge, et Ambroise Paré
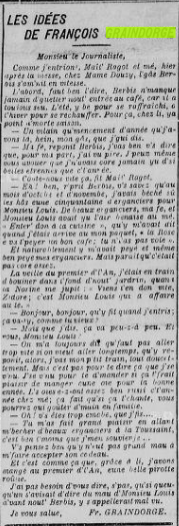
24/01/1941
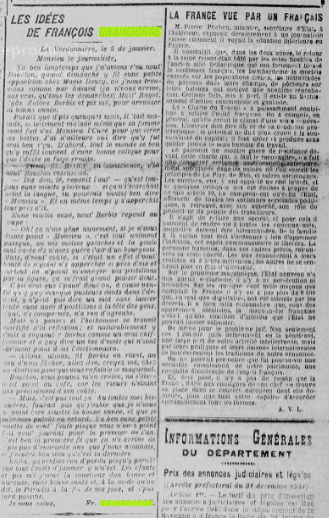
24/01/1942
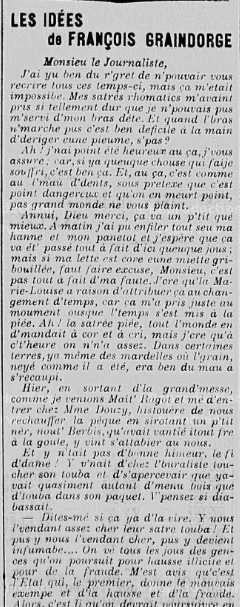
24/01/1943
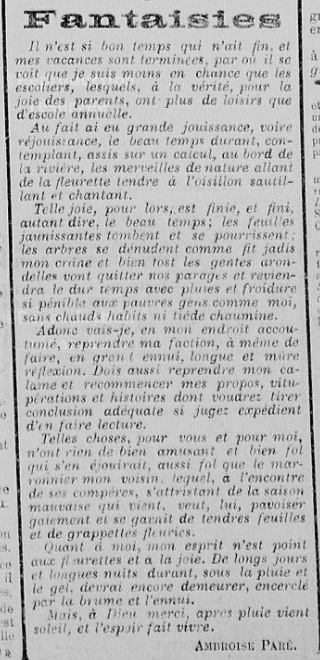
19/09/1943
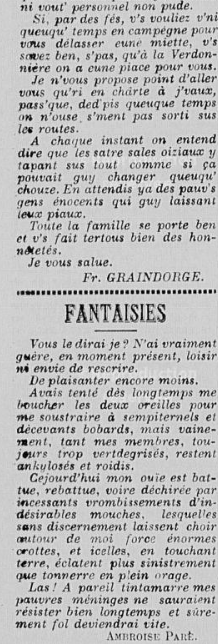
30/07/1944
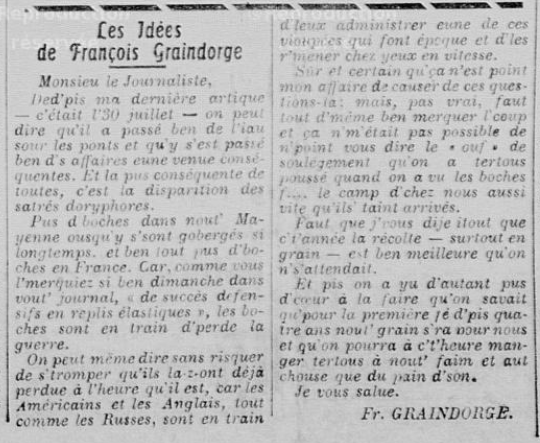
10/09/1944
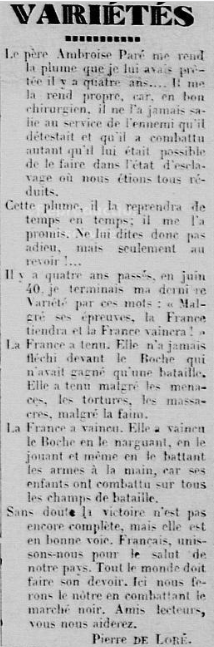
08/10/1944

Roger Bignon est coopté après la libération de Laval pour siéger au Comité régional de la Presse et de l'Information (CRPI), et l'hebdomadaire  va connaître les décisions de cet organisme avant qu'elles lui soient officiellement notifiées.

#### Un cas à peu près unique
Contrairement aux autres trois journaux  qui avaient continués à paraître en Mayenne, Le Courrier de Maine n'est pas interdit pour collaboration, ce qui reste un cas à peu près unique en France. .
Le 29 août, Michel Debré, Commissaire de la République institué par le Gouvernement provisoire de la République française à Angers excepte ce journal des mesures de suspension et de séquestre et l'autorise à paraître provisoirement, et ceci sur avis du Comité régional de la Presse et de l'Information (CRPI), et du Comité Départemental de Libération de la Mayenne.
Le 3 septembre, le journal reparaît après trois semaines d'interruption. L'édition porte les numéros 32 à 34, en continuité avec les numéros précédents. Le numéro 32 indique dans l'article La France d'abord, la non-acception d'écrire avec une botte.

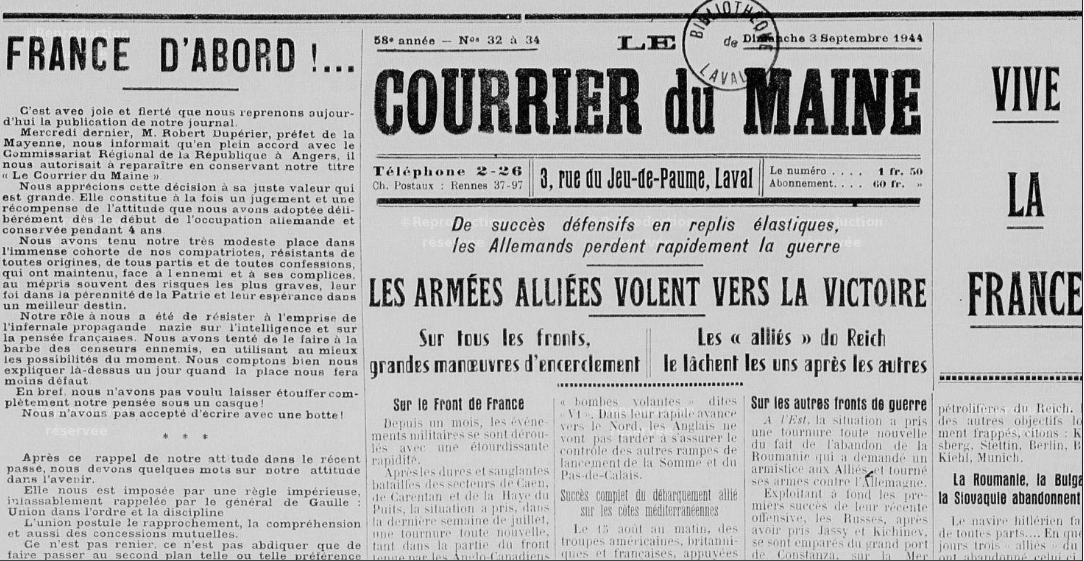
Le Courrier du Maine - 03/09/1944

Le 5 septembre, Michel Debré autorise définitivement la parution du journal. Les numéros 35, 36 et 37 sortent entre le 10 septembre et le 24 septembre.

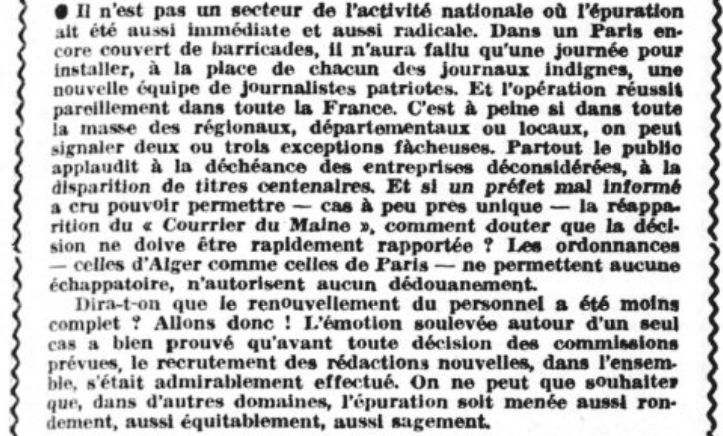
Editorial de Francisque Gay - L'Aube - 07/10/1944

Le 30 septembre, sur ordre du Comité Départemental de Libération de la Mayenne (CDL), le conseil d'administration du journal est dissous et les biens du journal sont placés sous séquestre. L'idée de placer le journal sous le contrôle du CDL est écartée à l'unanimité, aucun membre ne désirant donner à ce journal une investiture officielle. Le numéro 38 sort le 1er octobre avec un article sur la mort de Félix Grat.
Dans L'Aube, un éditorial de Francisque Gay du 7 octobre 1944 signale l'exception fâcheuse du Courrier du Maine dans l'épuration des journaux. Le ministre de l'information Pierre-Henri Teitgen n'a pas donné son autorisation de publication et signale par un courrier au Comité Départemental de Libération de la Mayenne (CDL) que le Courrier du Maine ne peut être maintenu.
Un numéro 1 sort le 8 octobre, suivi d'un numéro 2, le dernier numéro qui paraît le 15 octobre 1944, bien après la Libération de Laval par les Américains et les résistants français le 6 août, avec une tribune signée CDL sur le Comité Départemental de Libération de la Mayenne.
Le Courrier de la Mayenne prend le relais du Courrier du Maine par un changement de titre le 22 octobre 1944, avec le même propriétaire, les mêmes journalistes à une exception près (AVL), et qui plus est en devenant l'organe quasi officiel du Comité Départemental de Libération de la Mayenne. Le nouveau titre est proposé par Paul Mer, président du Comité Départemental de Libération de la Mayenne (CDL).

Le Courrier du Maine (après la Libération de Laval)
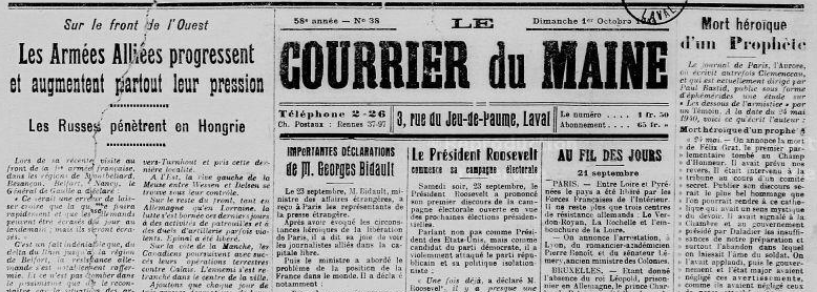
01/10/1944
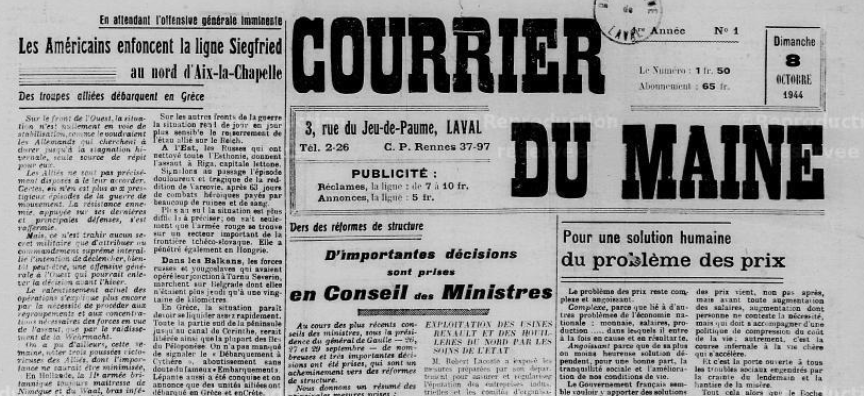
08/10/1944
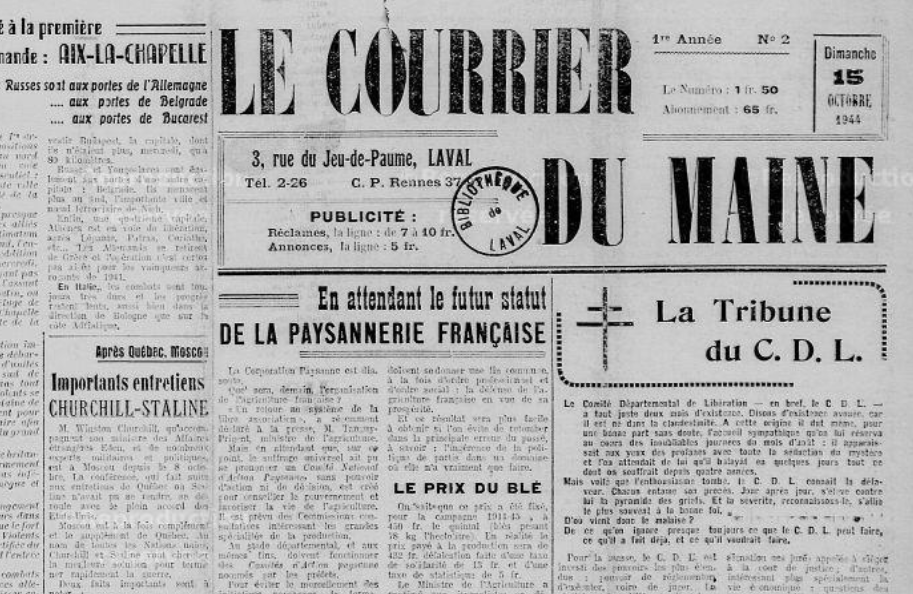
15/10/1944

Par ordonnance en date du 28 décembre 1944, le président du tribunal civil de Laval a placé sous séquestre les biens et éléments d'actif de toute nature de la société anonyme Le Courrier du Maine.

### Rédacteurs en chef
- Roger Bignon

### Sources
- Laurent Robène, La naissance du Courrier de la Mayenne, L'Oribus N°19, pp. 56-71, décembre 1985.
- Les pouvoirs à la Libération dans le département de la Mayenne. Archives départementales de la Mayenne, IHTP, mai 1989.

### Numérisation
La Bibliothèque municipale de Laval a procédé à la numérisation de la collection complète du Courrier du Maine. L'ensemble est consultable en ligne.
Le Courrier du Maine est disponible sur :
- Fonds patrimoniaux Laval, le fonds presse numérisée de la Bibliothèque municipale de Laval.